# Contraband (Rockband)
Contraband war eine kurzlebige, 1990 gegründete sogenannte Supergroup, in der bekannte Rockmusiker der 1980er Jahre mitwirkten.

## Geschichte
Bei einer MTV-Unplugged-Show, die am 11. August 1990 im Ed Sullivan Theatre in Manhattan, New York, USA aufgenommen wurde, traten die Gruppen Ratt und Vixen gemeinsam auf. Der deutsche Gitarrist Michael Schenker spielte bei dieser Show als Ersatz für Robbin Crosby als zweiter Gitarrist für Ratt. In der Folge kamen einige der beteiligten Musiker, namentlich Bobby Blotzer von Ratt, Share Pedersen von Vixen und Michael Schenker, auf die Idee, ein gemeinsames Projekt auf die Beine zu stellen. Sie heuerten den Sänger Richard Black von der Gruppe Shark Island sowie Tracii Guns von den LA Guns zur Vervollständigung der Band an.
Die Gruppe veröffentlichte 1991 das selbstbetiteltes Album Contraband, das von Kevin Beamish und Randy Nicklaus produziert wurde, und erreichte damit am 29. Juni 1991 Platz 187 der Billboard 200. Die einzelnen Bandmitglieder waren am Songwriting kaum beteiligt, die Gruppe griff überwiegend auf Titel fremder Autoren, wie beispielsweise Mark Spiro, Roy Brown oder auch David Bowie (Hang on to Yourself) zurück. Lediglich Sänger Richard Black ist bei einigen Songs als Co-Autor verzeichnet. Das Album erschien auf dem Label Impact American Records und wurde in Deutschland von der EMI, in den USA von MCA Records vertrieben.
Als Single wurde All the Way from Memphis veröffentlicht, eine Coverversion des von Ian Hunter geschriebenen Mott-the-Hoople-Songs. Der Titel schaffte es in den USA auf Platz 12 der Mainstream Rock-Charts, in Großbritannien stieg er ebenfalls in die Charts ein.
Die Band sollte eigentlich im Vorprogramm von Ratt auf Tournee durch die Vereinigten Staaten gehen, doch dazu kam es nicht. Über das schnelle Aus von Contraband schrieb Michael Schenker am 17. Mai 2021 auf seiner Facebook-Seite, dass zwei Bandmitglieder (wer genau es war, teilte er nicht mit) beim ersten Konzert eine handgreifliche Auseinandersetzung hatten und das Projekt so ein jähes und klägliches Ende nahm. Er bemerkte noch, dass diese Kurzlebigkeit eine echte Vergeudung war, da in dieser Truppe so viel Potenzial steckte.

## Diskografie
- 1991: Contraband (Impact American Records, Album)
- 1991: All the Way from Memphis (Impact American Records, Single)